# Günter Dietz (Drucker)
Günter Dietz (* 12. November 1919 in Lüneburg; † 22. September 1995 in Soyen) war ein deutscher Kunstdrucker und Erfinder eines nach ihm benannten Siebdruckverfahrens, mit dem die sogenannten Dietz-Repliken hergestellten werden.

## Leben
Nach Kriegsende 1945 studierte Günter Dietz in Paris das System „Impression de Pochoir“ („Schablonendruck“ oder „Siebdruck“), dessen sich schon Künstler wie Henri Matisse, Georges Braque, Yves Klein und Max Ernst bedienten. Der „Impression de Pochoir“ bildete die Basis für die von ihm 1964 erstmals vorgestellte Erfindung.